# 张海如
张海如（1946年4月—），男，汉族，江西宜丰人，中华人民共和国政治人物。

## 生平
曾任新余市人民政府市长，中共赣州市委书记、市人大常委会主任等职，2003年当选为江西省人大常委会副主任。